# Han Fu (Dynastie Han)
Pour les articles homonymes, voir Han Fu.
Han Fu (149 - 191) également orthographié Han Fou (chinois traditionnel : 韓馥, simplifié : 韩馥, pinyin : Hán Fù) était un seigneur de la guerre et Protecteur impérial chinois de la province de Ji (aujourd'hui Hebei) à l'époque de la fin de la dynastie des Han orientaux[réf. souhaitée].

## Biographie
D’abord Maître des Écrits, il fut nommé Protecteur impérial par Dong Zhuo, en l’an 189. Lorsque les leaders de l’empire prennent position pour éliminer Dong Zhuo, Han Fu hésite à prendre parti, mais finit par consentir à la levée de troupes de Yuan Shao, puis se joint à la ligue contre Dong Zhuo. Il demeure d’ailleurs à Ye afin de ravitailler la grande armée. Peu après, il planifie de faire monter au trône le Protecteur impérial de la province de You, Liu Yu, mais ce dernier décline l’offre.
Puis en l’an 191, Yuan Shao, qui dépend largement des provisions de Han Fu, orchestre un plan pour s’emparer de la province de Ji dans lequel il propose à Gongsun Zan une attaque conjointe contre Han Fu. Yuan Shao demande ensuite à Han Fu de lui céder la province de Ji en échange de sa protection. Étant craintif face à la menace que posait une telle invasion, Han Fu abandonna ses terres et sa position à Yuan Shao, à la grande objection de ses conseillers. Chagriné, il abandonne sa femme et ses enfants pour se réfugier avec Zhang Miao et se suicide peu de temps après.